# Turako chocholatý
Turako chocholatý (Tauraco persa) je pták z čeledi turakovitých. Žije na západě Afriky od Senegalu po Angolu v nadmořské výšce 1500–3000 m. Dorůstá velikosti 40–43 cm a hmotnosti 225–290 g. Průměrná délka života je 30 let.

## Taxonomie
Čeleď turakovitých (Musophagidae) je jedinou čeledí řádu turakové (Musophagiformes). Je zastoupena 23 druhy.

Turakové bývají zařazováni také do řádu kukaček (Cuculiformes).

Poddruhy:
- Tauraco persa buffoni (Vieillot, 1819) – před okem svislý proužek bílé barvy přímo přiléhající na oko;
- Tauraco persa persa (Linnaeus, 1758) – před okem svislý proužek bílé barvy přímo přiléhající na oko a druhý, delší vodorovný bílý proužek pod okem;
- Tauraco persa zenkeri (Reichenow, 1896).

## Popis
Turako chocholatý je pestře zbarvený, středně velký stromový pták s dlouhým krkem a ocasem, kratšími okrouhlými křídly a širokým silným zobákem. Na hlavě má vztyčitelnou, ze stran zploštěnou chocholku, díky které získal svůj druhový název. Samec se od samice neliší velikostí ani zbarvením. Peří na těle je zbarveno zeleně, křídla jsou tmavě fialová s purpurovými spodními letkami, delší a široký ocas je tmavě fialový. (V měkkém peří je přítomno barvivo turakoverdin, které zbarvuje peří do zelena, a turacin, které barví letky do purpurova; obě barviva obsahují měď.) Okolo očí je výrazná červeně zbarvená holá kůže.

Turako není dobrý letec, ale díky přikloubení třetího prstu, který může natočit dopředu i dozadu (semizygodaktylní končetina), se neobyčejně obratně pohybuje ve větvích stromů.
Ptáci se dorozumívají drsnými zvuky, které jsou slyšet na značnou vzdálenost.

## Rozšíření
Vyskytuje se v galeriových lesích poblíž řek a v lesnatých krajinách v západní Africe a střední Africe (Angola, Benin, Demokratická republika Kongo, Gabon, Gambie, Ghana, Guinea, Guinea-Bissau, Kamerun, Libérie, Mali, Nigérie, Pobřeží slonoviny, Republika Kongo, Rovníková Guinea, Senegal, Sierra Leone, Středoafrická republika, Togo).

## Ekologie
Turako chocholatý je aktivní ve dne a pohybuje se zejména v korunách stromů, kde také hledá potravu. Je téměř výhradně býložravý – živí se plody (ovoce, bobule), květy, pupeny a listy, v hnízdní době také hmyzem (motýly, brouky aj.).

Dospělí ptáci žijí v párech či malých skupinách, jsou monogamní a hnízdí samostatně. Jsou teritoriální a z území, které obhajují po celý rok, vyhánějí jiné ptáky.

Vysoko v korunách stromů staví jednoduché ploché hnízdo podobné hnízdu holubů. Samice snáší 2–3 vejce, která zahřívá 21–23 dní. O vejce i mláďata se pečlivě starají oba rodiče. Značně vyvinutá mláďata jsou krmena vyvrhovanou potravou. Hnízdo opouštějí před vzletností a obratně lezou v okolí hnízda, kde se o ně rodiče i nadále starají.

## Chov
Turako chocholatý patří mezi nejběžněji chovaný druh rodu turako.